# Pp65-Test
Der pp65-Test ist ein virologisches Verfahren im Rahmen der Cytomegalievirus-Diagnostik. Mittels einer Immunfluoreszenz-Färbung wird beim pp65-Test das für das Humane Cytomegalievirus (HCMV) spezifische Antigen pp65 (pp für Phosphoprotein, Molmasse 65 kDa) in aus Vollblut isolierten Lymphozyten nachgewiesen. Das pp65-Antigen ist nur in Zellen präsent, die von der ruhenden Form (Latenz) in eine aktive Vermehrung des HCMV übergehen, da es als aktivierendes Steuerungsprotein des HCMV den Übergang von der Ruhephase in die Vermehrungsphase einleitet.
Die Bedeutung des pp65-Tests liegt im Nachweis einer tatsächlichen Vermehrung des Virus. Der Nachweis von IgG-Antikörpern würde nur eine alte, jetzt persistierende Infektion nachweisen (bei etwa 60 % aller Personen nachweisbar), IgM-Antikörper gegen das HCMV sind bei einer frischen Infektion und auch bei einer Reaktivierung einer jahrelang bestehenden alten Infektion nachweisbar. Der Nachweis von HCMV-DNA mittels PCR in Vollblut erfasst auch alle latenten, ruhenden Viren. Bei Patienten unter Immunsuppression (nach Organtransplantation oder unter Chemotherapie) kann eine wieder auftretende Vermehrung des Virus zu lebensbedrohenden Erkrankungen führen. Daher war der pp65-Test vorwiegend bei diesen Patienten regelmäßig notwendig, um rechtzeitig durch die Gabe von Medikamenten (z. B. Ganciclovir) dies zu verhindern.
Der Test ist in der Routinediagnostik kaum mehr anwendbar, da er eine sehr aufwändige Präparation der Lymphozyten aus dem Blut (sog. Buffy-Coat), eine Färbung mit Anti-pp65-Antikörpern und eine fluoreszenzmikroskopische Beurteilung erfordert. Die Ergebnisse des pp65-Tests unterliegen einer hohen Variationsbreite und sind zwischen verschiedenen Labors kaum vergleichbar. Eine hohe Rate an falsch positiven und bis zu 18 % falsch negativen Ergebnissen ist bekannt. Eine alleinige Bestimmung des pp65-Antigens entspricht nicht mehr den heutigen Standards. Ein quantitativer Virusnachweis im Blutserum oder Blutplasma (erfasst die tatsächlich frei zirkulierenden Viren) genügt in den meisten Fällen den klinischen Erfordernissen. Die Quantifizierung des HCMV im Serum oder Plasma ist zur kinetischen Verlaufsbeurteilung und zum frühzeitigen Erkennen einer Reaktivierung dem pp65-Test oft überlegen, da auch bei vielen Patienten aufgrund geringer Lymphozytenzahl der pp65-Test nicht verwertbar ist. Die Korrelation von klinischer Symptomatik und Nachweis des pp65-Antigens scheint jedoch besser möglich, wohl auch aufgrund seiner geringeren Sensitivität. Ein quantitativer Nachweis von pp66-mRNA in Lymphozyten mittels PCR ist ebenfalls möglich, wird jedoch nur selten angewandt. Dieser Nachweis der mRNA des Regulationsproteins pp66 entspricht in der Beurteilung dem Nachweis des pp65-Antigens, ist jedoch besser zu standardisieren.
Obwohl der alleinige pp65-Test nicht mehr den moderneren virologischen Ansprüchen zum Nachweis einer HCMV-Reaktivierung genügt, wird er dennoch weiterhin von transplantationsmedizinischen und onkologischen Fachgesellschaften empfohlen.